# Remo nos Jogos Paralímpicos de Verão de 2016
As competições de remo nos Jogos Paralímpicos de Verão de 2016 foram disputadas entre de 9 a 11 de setembro na Lagoa Rodrigo de Freitas no Rio de Janeiro.

## Classificação
O remo paralímpico é disputado por atletas com diferentes tipos de deficiência física, desde a cegueira até amputações mais severas. Os remadores são divididos em três classes: 
- AS: (arms & shoulders) São atletas que podem usar apenas os braços e ombros para impulsionar o barco. Também participam atletas com paralisia cerebral, dificuldade locomotora ou algum prejuízo neurológico. Os atletas dessa categoria disputam as provas de skiff simples, em eventos separados por gênero;
- TA: (trunk & arms) São atletas que podem usar braços, ombros e o tronco para impulsionar o barco. Podem ter amputações nas pernas que impossibilitem a utilização do acento deslizante. Participam também atletas com paralisia cerebral, dificuldade locomotora ou algum prejuízo neurológico em menor grau. Os atletas dessa categoria competem no skiff duplo misto, com um homem e uma mulher compondo o mesmo barco;
- LTA: (legs, tunks & arms) São atletas que possuem o menor nível de deficiência. São elegíveis para essa categoria deficientes visuais, desde que usem vendas; atletas amputados ou que possuem algum tipo de paralisia cerebral ou outro prejuízo neurológico. Atletas dessa categoria competem no barco de 4 pessoas com timoneiro. Homens e mulheres compõem o mesmo barco e o timoneiro também deve ter alguma deficiência mínima.

## Calendário
| Agosto/setembro | 7 | 8 | 9 | 10 | 11 | 12 | 13 | 14 | 15 | 16 | 17 | 18 |
| --------------- | - | - | - | -- | -- | -- | -- | -- | -- | -- | -- | -- |
| Remo            |   |   |   |    | 4  |    |    |    |    |    |    |    |

|  | Dia de competição |  | Dia de final |

## Eventos
- Skiff simples masculino
- Skiff simples feminino
- Skiff duplo misto
- Quatro com timoneiro misto

## Qualificação
Noventa e seis atletas (48 masculinos, 48 femininos) participam neste esporte.
A maioria dos lugares foram atribuídos com base nos resultados do Campeonato Mundial de Remo de 2015, realizado no Lac d'Aiguebelette, França de 30 de agosto a 6 de setembro de 2015. Os lugares são atribuídos aos Comitês Olímpicos Nacionais e não a atletas específicos. Outras vagas foram distribuídos na regata final de qualificação paralímpica em Gavirate, Itália. Um mínimo de dois lugares foram assegurados ao país anfitrião das paralimpíadas, o Brasil, sendo um remador de cada sexo, porém, o Brasil classificou esse número mínimo através dos Campeonatos do Mundo, e os lugares da nação de anfitrião foram, assim, para a distribuição de quotas. Com a exclusão da Rússia dos Jogos Paralímpicos de 2016, e Alemanha e os EUA ficaram com as suas vagas, por serem os mais bem colocados sem terem assegurados qualificação.
| Qualifiers for the Paralympic Games 2016 - Rowing                                            | Qualifiers for the Paralympic Games 2016 - Rowing                                                                | Qualifiers for the Paralympic Games 2016 - Rowing                                                                   | Qualifiers for the Paralympic Games 2016 - Rowing                                                         | Qualifiers for the Paralympic Games 2016 - Rowing                                                               |
| Qualification Event                                                                          | AS M1x | AS W1x | TA X2x | LTA X4+ |
| -------------------------------------------------------------------------------------------- | --- | --- | --- | --- |
| Campeonato Mundial de Remo de 2015 Lucerna, Suíça (Melhores 8 botes por evento - 64 atletas) | AUS Austrália GBR Grã-Bretanha UKR Ucrânia RUS Rússia USA Estados Unidos NED Países Baixos BRA Brasil ITA Itália | ISR Israel GBR Grã-Bretanha NOR Noruega BRA Brasil BLR Bielorrússia ITA Itália RSA África do Sul USA Estados Unidos | AUS Austrália GBR Grã-Bretanha FRA França UKR Ucrânia NED Países Baixos POL Polônia BRA Brasil ISR Israel | GBR Grã-Bretanha USA Estados Unidos CAN Canadá ITA Itália RSA África do Sul UKR Ucrânia GER Alemanha FRA França |
| Regata Paralímpica Final de 2016 Gavirate, Itália (Melhores 2 botes por evento - 16 atletas) | CHN China KOR Coreia do Sul GER Alemanha                                                                         | CHN China KOR Coreia do Sul                                                                                         | CHN China RUS Rússia USA Estados Unidos                                                                   | AUS Austrália CHN China                                                                                         |
| Quotas do país sede                                                                          | — | — | — | — |
| Quotas Comissão Bipartite (8 homens, 8 mulheres - 16 atletas)                                | LTU Lituânia KEN Quênia                                                                                          | HUN Hungria ARG Argentina                                                                                           | JPN Japão LAT Letônia                                                                                     | AUT Áustria ZIM Zimbabwe                                                                                        |

## Medalhistas
| Evento                           | Ouro                                            | Prata                             | Bronze                                  |
| -------------------------------- | ----------------------------------------------- | --------------------------------- | --------------------------------------- |
| Skiff simples masculino detalhes | Roman Polianskyi UKR Ucrânia                    | Erik Horrie AUS Austrália         | Tom Aggar GBR Grã-Bretanha              |
| Skiff simples feminino detalhes  | Rachel Morris GBR Grã-Bretanha                  | Lili Wang CHN China               | Moran Samuel ISR Israel                 |
| Skiff duplo misto detalhes       | Lauren Rowles Lawrence Whitley GBR Grã-Bretanha | Liu Shuang Fei Tianming CHN China | Perle Bouge Stephane Tardieu FRA França |
| Quatro com misto detalhes        | GBR Grã-Bretanha                                | USA Estados Unidos                | CAN Canadá                              |

## Quadro de medalhas
| Ordem | País               | Medalha de ouro | Medalha de prata | Medalha de bronze |    |
| ----- | ------------------ | --------------- | ---------------- | ----------------- | -- |
| 1     | GBR Grã-Bretanha   | 3               |                  | 1                 | 4  |
| 2     | UKR Ucrânia        | 1               |                  |                   | 1  |
| 3     | CHN China          |                 | 2                |                   | 2  |
| 4     | AUS Austrália      |                 | 1                |                   | 1  |
|       | USA Estados Unidos |                 | 1                |                   | 1  |
| 6     | CAN Canadá         |                 |                  | 1                 | 1  |
|       | FRA França         |                 |                  | 1                 | 1  |
|       | ISR Israel         |                 |                  | 1                 | 1  |
| TOTAL | TOTAL              | 4               | 4                | 4                 | 12 |